# Drew
|  | Per a altres significats, vegeu «Robert Drew». |

Drew és una població dels Estats Units a l'estat de Mississipi. Segons el cens del 2000 tenia 2.434 habitants.

## Demografia
Segons el cens del 2000, Drew tenia 2.434 habitants, 811 habitatges, i 606 famílies. La densitat de població era de 839,1 habitants per km².
Dels 811 habitatges en un 42,4% hi vivien nens de menys de 18 anys, en un 35,3% hi vivien parelles casades, en un 35,4% dones solteres, i en un 25,2% no eren unitats familiars. En el 21,6% dels habitatges hi vivien persones soles el 10,7% de les quals corresponia a persones de 65 anys o més que vivien soles. El nombre mitjà de persones vivint en cada habitatge era de 3 i el nombre mitjà de persones que vivien en cada família era de 3,51.
Per edats la població es repartia de la següent manera: un 36,6% tenia menys de 18 anys, un 10,1% entre 18 i 24, un 26,2% entre 25 i 44, un 16,2% de 45 a 60 i un 10,8% 65 anys o més.
L'edat mediana era de 27 anys. Per cada 100 dones de 18 o més anys hi havia 71,9 homes.
La renda mediana per habitatge era de 19.167 $ i la renda mediana per família de 20.469 $. Els homes tenien una renda mediana de 22.351 $ mentre que les dones 18.693 $. La renda per capita de la població era de 8.569 $. Entorn del 36,1% de les famílies i el 40,5% de la població estaven per davall del llindar de pobresa.

## Poblacions properes
El següent diagrama mostra les poblacions més properes.